# Anna Marie Hahn
Anna Marie Hahn (7 de julio de 1906 - 7 de diciembre de 1938) fue una asesina serial germano-americana. Fue la primera mujer ejecutada en la silla eléctrica en el estado de Ohio.

## Biografía
Fue la más joven de doce hijos, y aún adolescente, tuvo un romance con un médico de Viena, aunque se alegó que no fueron encontrados registros de un médico vienés, con el nombre que la joven dio.
Tuvieron un hijo y al nacer ese hijo, se lo llamó Oskar (también escrito "Oscar"). La familia, escandalizada, mandó a la joven para América en 1929, mientras que el hijo permanecía en Baviera con los abuelos. Al radicarse la joven con sus parientes Max y Anna Doeschel en Cincinnati, Ohio, la recién llegada conoció al también inmigrante alemán Philip Hahn, con quien se casó en 1930. Anna Marie y su esposo brevemente retornaron entonces a Alemania para buscar a Oscar y, en seguida, el trío definió su vida como el de una familia bien constituida.
Hahn supuestamente comenzó a envenenar y robar a hombres y mujeres entrados en años de la comunidad alemana de Cincinnati, para así poder desarrollar el vicio del juego. Ernst Kohler, quien murió el 6 de mayo de 1933, muy probablemente fue su primera víctima. Anna Marie Hahn había hecho amistad con el anciano poco antes de su muerte, quien por testamento le dejó su casa.
Su próxima supuesta víctima, Albert Parker, de 72 años, también murió poco después que la mujer comenzó a cuidar de él. Antes de morir, el hombre firmó una IOU (del inglés "I owe you", un contrato informal de deuda usado en los países anglófonos) por valor de 1000 dólares, suma que supuestamente había recibido en calidad de préstamo, pero después de la muerte del hombre, el documento debe haber sido descartado, o simplemente “desapareció”.
Jacob Wagner, con 78 años de edad, murió el 3 de junio de 1937, dejando en efectivo 17.000 dólares a su "querida sobrina" Hahn. Luego la mujer comenzó a cuidar a un señor de 67 años llamado George Gsellman, también de Cincinnati, y por su servicio antes del fallecimiento el 6 de julio de 1937, la mujer recibió 15.000 dólares.
Georg Obendoerfer fue el último en morir, el 1 de agosto de 1937, después de viajar hasta Colorado Springs, en Colorado, junto a Anna Marie Hahn y su hijo. La policía dijo que Obendoerfer, un zapatero, "murió rápidamente en agonía, aunque cuando fue preguntada, Mrs. Hahn aseguró que no conocía al hombre". Pero su hijo testimonió durante un interrogatorio, que el hombre, su madre, y él mismo, viajaban conjuntamente para Colorado desde Cincinnati, y que durante el viaje, Obendoerfer comenzó a sentirse enfermo.
La autopsia reveló altos niveles de arsénico en el cuerpo de Obendoerfer, lo que aumentó las sospechas de la policía. Exhumaciones posteriores de los cuerpos de sus antiguos patronos, mostraron que todos ellos habían sido envenenados.
Hahn fue condenada después de un juicio sensacionalista de cuatro semanas, en noviembre de 1937, y fue condenada en Ohio a morir en la silla eléctrica, siendo así la primera mujer ejecutada en ese estado, lo que ocurrió el 7 de diciembre de 1938. Fue enterrada en el 'Mount Calvary Cemetery', en Columbus.